# Gosenzo-sama Banbanzai!
Gosenzo-sama Banbanzai! (御先祖様万々歳！? lit. "Lunga Lunga Vita agli Antenati!") è un OAV comico-fantascientifico scritto e diretto da Mamoru Oshii e animato dalla Pierrot. L'anno successivo, con alcune sequenze prese dagli episodi, ne venne tratto un film d'animazione intitolato MAROKO (麿子?, MAROKO).
Gli episodi sono raccontati sotto forma di una rappresentazione teatrale, con lunghi monologhi da parte di tutti i personaggi (che tra l'altro compiono continue rotture della quarta parete, uscendo letteralmente di scena, rivelando i fondali finti dell'ambientazione e apparendo da botole sul pavimento) e una regia statica (con pochi stacchi e movimenti di camera quasi assenti). Il character design del cast inoltre ricorda quello di burattini di legno.

## Trama
La storia ruota intorno a una piccola e normale famiglia giapponese, gli Yomota, composta da un ragazzo di nome Inumaru, suo padre Kinekuni e sua madre Tamiko. Un giorno, una bella ragazza con un cappello di fiori gialli bussa alla porta del loro appartamento. Quando loro chiedono chi ella sia, questa si definisce "Maroko Yomota", nipote di Inumaru, e che ha voluto viaggiare nel passato con una macchina del tempo per visitare i suoi antenati. Nonostante il forte rifiuto di Tamiko di riconoscerla come una Yomota, Kinekuni e Inumaru la accolgono come una parente. Questo però porterà alla rottura dell'equilibrio famigliare.

## Personaggi ed interpreti
Inumaru Yomota (四方田犬丸?, Yomota Inumaru)
Voce di Toshio Furukawa
Un adolescente che sogna di essere con una bella ragazza. Si innamora immediatamente di Maroko quando la incontra, nonostante sia la sua futura nipotina.
Maroko Yomota (四方田麿子?, Yomota Maroko)
Voce di Masako Katsuki
La nipote di Inumaru dal futuro. Gli altri Yomota hanno difficoltà ad accettarla, al punto che Tamiko lascia Inumaru e Kinekuni.
Kinekuni Yomota (四方田甲子国?, Yomota Kinekuni)
Voce di Kenichi Ogata
Il pigro padre di Inumaru. Tende ad avere battibecchi con suo figlio per il suo atteggiamento pigro.
Tamiko Yomota (四方田多美子?, Yomota Tamiko) / Tamiko Hakkoda (八甲田多美子?, Hakkoda Tamiko)
Voce di Machiko Washio
La madre scontrosa di Inumaru. Si lamenta sempre ed è la prima a obiettare il fatto che Mariko provenga dal futuro. Alla fine decide di lasciare la casa, poiché gli stress sono troppo per lei da sopportare.
Bunmei Miroto (室戸文明?, Miroto Bunmei) / Inumaro Yomota (四方田犬麿?, Yomota Inumaro)
Voce di Tesshō Genda
Un uomo mandato dall'Agenzia dell'Amministrazione del Tempo per arrestare Maroko per aver violato una delle molte leggi del viaggio nel tempo. In realtà è il figlio di Inumaru e Maroko.
Bannai Tatara (多々良伴内?, Tatara Bannai)
Voce di Kōichi Yamadera
Un uomo con cui Tamiko ha collaborato per scoprire di più su Mariko e per salvare la famiglia Yomota dalla distruzione.
Narratore (ナレーション?, Narēshon)
Voce di Ichirō Nagai
Il narratore che spesso parla di uccelli all'inizio di ogni episodio.

## Colonna sonora
Gosenzo-sama Banbanzai! Original Soundtrack (御先祖様万々歳！オリジナル・サウンドトラック?, Gosenzo-sama Banbanzai! Orijinaru Saundotorakku, lit. "Long Long Live the Ancestors! Original Soundtrack") è un'antologia che raccoglie alcuni pezzi composti da Kenji Kawai per l'OAV, pubblicata il 21 agosto del 1993.
1. 親無し鳥 – 0:29 (musica: Kenji Kawai)
2. 主題歌「御先祖様万々歳！」 – 4:22 (testo: Yumi Kojima – musica: Kenji Kawai)
3. 埋立地の悪夢 – 2:54 (musica: Kenji Kawai)
4. 多美子変容 – 0:36 (musica: Kenji Kawai)
5. 出奔のテーマ－「悪婦破家」より – 3:21 (musica: Kenji Kawai)
6. 肉弾戦 – 0:44 (musica: Kenji Kawai)
7. 駆け落ちのテーマ－「酒池肉林」より – 2:17 (musica: Kenji Kawai)
8. あゝ神田川 – 0:41 (musica: Kenji Kawai)
9. 果てしなき写実－大日本写実探偵社のテーマ – 2:15 (musica: Kenji Kawai)
10. 恫喝のテーマ－「虎視眈々」より – 1:54 (musica: Kenji Kawai)
11. 不純血縁交遊 – 1:55 (musica: Kenji Kawai)
12. 劇中歌「時の番犬」 (Sung by Tessho Genda) – 2:51 (testo: Yumi Kojima – musica: Kenji Kawai)
13. 家族の記憶／大洗海水浴場にて – 1:59 (musica: Kenji Kawai)
14. 一族再会のテーマ－「捲土重来」より – 1:39 (musica: Kenji Kawai)
15. 劇中歌「興信所は愛を信じない」 (Sung by Kōichi Yamadera and Machiko Washio) – 2:54 (testo: Yumi Kojima – musica: Kenji Kawai)
16. 黄色い飛行船 – 0:56 (musica: Kenji Kawai)
17. 一家離散のテーマ－一蓮托生」より – 2:59 (musica: Kenji Kawai)
18. 劇中歌「立喰いの唄」 (Sung by Toshio Furukawa) – 3:11 (testo: Yumi Kojima – musica: Kenji Kawai)
19. 麿子追想Ⅰ – 2:05 (musica: Kenji Kawai)
20. 麿子追想Ⅱ – 0:29 (musica: Kenji Kawai)
21. 道行のテーマ－「胡蝶の夢」より – 4:52 (musica: Kenji Kawai)

Durata totale: 45:23

## Canzoni
- Opening

1. "Genzo-sama Banbanzai!" (御先祖様万々歳！?, Gosenzo-sama Banbanzai!, lit. "Lunga lunga vita agli antenati!")
  - 5 agosto 1989 - 17 dicembre 1989
  - Testi: Yumi Kojima / Musica: Kenji Kawai / Arrangiamenti: Kenji Kawai / Cantante: Yumi Kojima
  - Episodi: 1-5

- Canzoni in itinere

1. "The Watchdog of Time" (時の番犬?, Toki no Banken)
  - 10 novembre 1989
  - Testi: Yumi Kojima / Musica: Kenji Kawai / Arrangiamenti: Kenji Kawai / Cantante: Tesshō Genda
  - Episodio: 4
2. "Detective Agencies do not Believe in Love" (興信所は愛を信じない?, Kō Shinjo wa Ai wo Shinjinai)
  - 17 dicembre 1989
  - Testi: Yumi Kojima / Musica: Kenji Kawai / Arrangiamenti: Kenji Kawai / Cantanti: Kōichi Yamadera, Machiko Washio
  - Episodio: 5
3. "Streetside Eating Song" (立ち食いの唄?, Tachi Gui no Uta)
  - 25 gennaio 1990
  - Testi: Yumi Kojima / Musica: Kenji Kawai / Arrangiamenti: Kenji Kawai / Cantante: Toshio Furukawa
  - Episodio: 6

## Edizioni DVD
| DVD                                  | Contenuto    | Data di pubblicazione |
| ------------------------------------ | ------------ | --------------------- |
| 御先祖様万々歳！コンプリートボックス | Episodi 1-6  | 3 novembre 2000       |
| ＭＡＲＯＫＯ 麿子                    | Movie        | 2 novembre 2001       |
| 御先祖様万々歳！VOL．１              | Episodi 1-2  | 7 dicembre 2001       |
| 御先祖様万々歳！VOL．２              | Episodi 3-4  | 7 dicembre 2001       |
| 御先祖様万々歳！VOL．３              | Episodio 5-6 | 7 dicembre 2001       |